# Phylus coryli
Capside du Noisetier
Espèce
Phylus coryli, le Capside du Noisetier, est une espèce de punaises de la famille des Miridae. Elle est répandue en Europe jusqu'à l'est du Caucase, mais elle est absente dans certaines parties du sud de l'Europe. Elle a été introduite en Amérique du Nord[réf. souhaitée].

## Description
L'espèce mesure 4,5-5,5 millimètres de long et a des hémélytres de couleur brun clair à noir tandis que son cuneus est souvent rougeâtre.
Phylus coryli se nourrit de la sève du Noisetier commun (Corylus avellana) et complète parfois son régime par des pucerons (Myzocallis coryli et Corylobium avellanae).

## Systématique
Le nom valide complet (avec auteur) de ce taxon est Phylus coryli (Linnaeus, 1758).
L'espèce est initialement classée dans le genre Cimex sous le protonyme Cimex coryli Linnaeus, 1758.
Phylus coryli a pour synonymes :
- Capsus avellanae H.Meyer-Dur, 1841
- Capsus avellanae Meyer, 1888
- Cimex coryli Linnaeus, 1758
- Cimex flavipes Scopoli, 1763
- Cimex mutabilis Linnaeus, 1758
- Phylus avellanae (H.Meyer-Dur, 1841)
- Phylus coryli var. avellanae Meyer, 1888
- Phylus coryli Ehanno, 1965
- Phylus flavipes (Scopoli, 1763)
- Phylus mutabilis (Linnaeus, 1758)
- Phylus pallipes Hahn
- Phylus rufiventris (Fallen, 1829)
- Phytocoris rufiventris Fallen, 1829